# Xã Klingstrup, Quận Ramsey, Bắc Dakota
Xã Klingstrup (tiếng Anh: Klingstrup Township) là một xã thuộc quận Ramsey, tiểu bang Bắc Dakota, Hoa Kỳ. Năm 2010, dân số của xã này là 46 người.